# Adnan Zahirović
Adnan Zahirović (ur. 23 marca 1990 roku w Banja Luce) – bośniacki piłkarz występujący na pozycji pomocnika. Od 2013 zawodnik VfL Bochum.

## Kariera
Jest wychowankiem Čelika Zenica. Do kadry pierwszego zespołu dołączył w 2007 roku. W styczniu 2011 roku odszedł do rosyjskiego Spartaka Nalczyk. W rozgrywkach Priemjer-Liga zadebiutował 12 marca 2011 roku w meczu z Krylją Sowietow Samara (1:0). Pierwszego ligowego gola zdobył 3 kwietnia 2011 roku w meczu z Zenitem Petersburg (2:2).
W reprezentacji Bośni i Hercegowiny zadebiutował w 2010 roku.